# فيلق الشام
فيلق الشام، يعرف كذلك باسم فيلق حمص، هو تحالف يضم جماعات إسلامية معارضة تشكلت من أجل تعزيز قوة الإسلاميين المعتدلين خلال الثورة السورية. تم تشكيل التحالف من 19 مجموعة مختلفة، كان بعضها ينتسب سابقاً لجماعة الإخوان المسلمين السورية وهيئة دروع الثورة.
في 26 أبريل 2015، أعلن إلى جانب جماعات أخرى مقرها في حلب عن إنشاء غرفة عمليات فتح حلب المشتركة.

## الجماعات المنضوية
- لواء الفاتحين
- لواء الإيمان
- لواء سهام الحق[1]
- لواء الشمال[11]